# Chyžné
Chyžné es un municipio del distrito de Revúca en la región de Banská Bystrica, Eslovaquia, con una población estimada a final del año 2024 de 409 habitantes.
Se encuentra ubicado al este de la región, en la cuenca hidrográfica del río Sajó —un afluente derecho del río Tisza— y cerca de la frontera con la región de Košice.

## Demografía
| Año        | 1994 | 2004    | 2014    | 2024    |
| ---------- | ---- | ------- | ------- | ------- |
| Población  | 421  | 427     | 421     | 409     |
| Diferencia |      | +1,42 % | −1,40 % | −2,85 % |

| Año        | 2023 | 2024 |
| ---------- | ---- | ---- |
| Población  | 409  | 409  |
| Diferencia |      | +0 % |